# Dumplings (filme)
Dumplings (Gaau ji)(bra: Escravas da Vaidade; prt: Dumplings) é um filme de terror de Hong Kong, dirigido por Fruit Chan. Ele faz parte de uma compilação de três curtas metragens, Three... Extremes. Dumplings foi premiado no Reino Unido durante o Cardiff Screen Festival, em Novembro de 2005.

## Sinopse
Uma mulher rica, Sra. Li, está perdendo sua beleza e a paixão de seu marido. Desejando melhorar sua aparência, ela procura a ajuda de Mei, uma cozinheira local. Mei prepara para Sra. Li alguns dumplings especiais, que lhe farão rejuvenescer. Mais tarde descobre-se que o ingrediente especial são fetos, recolhidos numa clínica de aborto em que Mei trabalhara.
Após descobrir o modo de preparo, Sra. Li se enoja e foge, mas retorna para comer novamente os fetos. Ela continua procurando remédios mais fortes até chegar seu dia de sorte: Mei consegue num aborto ilegal, feito numa jovem estudante, um feto de cinco meses, cuja gravidez havia sido causado por um incesto. A jovem morre pouco depois, voltando para casa com a mãe. Mei prepara novos dumplings, que elevam a libido da Sra. Li que transa com seu marido no hospital.
Entretanto, durante um jantar com os amigos, um cheiro horrível de peixe aparece no ar. A Sra. Li percebe que o cheiro vem dela própria. Furiosa com Mei e exigindo saber o que havia ingerido, Mei apenas diz que a criança do incesto é mais potente. Sr. Li ouve uma conversa entre sua esposa e Mei sobre o que havia acontecido, e lhe paga uma visita, curioso em saber se realmente funciona. Ele come um de seus dumplings e transa com Mei.
Em seguida, a mãe da jovem, que havia abortado com Mei, esfaqueia seu marido até a morte. O nome de Mei cai na polícia, que invade seu apartamento. Mei já havia fugido. É revelado que o Sr. Li engravidou sua massagista; e quando Sra. Li descobre, paga para que seja abortado. É suposto, então, que a Sra. Li continua o trabalho de Mei.

## Elenco
- Bai Ling como Mei
- Miriam Yeung como Sra. Li
- Tony Leung Ka Fai como Sr. Li
- Pauline Lau como Masseuse
- Miki Yeung como Kate
- Mi Mi Lee